# Perkáta, Fejér
Perkáta  este un sat în districtul Dunaújváros, județul Fejér, Ungaria, având o populație de 3.987 de locuitori (2011). 

## Demografie
Componența etnică a satului Perkáta
     Maghiari (95,73%)
     Romi (3,02%)
     Necunoscut (0,41%)
     Alții (0,84%)
Componența confesională a satului Perkáta
     Romano-catolici (39,7%)
     Fără religie (27,24%)
     Reformați (3,06%)
     Necunoscută (28,32%)
     Alte religii (2,28%)
Conform recensământului din 2011, satul Perkáta avea 3.987 de locuitori. Din punct de vedere etnic, majoritatea locuitorilor (95,73%) erau maghiari, cu o minoritate de romi (3,02%). Apartenența etnică nu este cunoscută în cazul a 0,41% din locuitori. Nu există o religie majoritară, locuitorii fiind romano-catolici (39,7%), persoane fără religie (27,24%) și reformați (3,06%). Pentru 28,32% din locuitori nu este cunoscută apartenența confesională.